# Lygropia haroldi
Lygropia haroldi là một loài bướm đêm trong họ Crambidae.